# Homografía
La homografía entre palabras es la circunstancia por la cual dos palabras de diferente significado coinciden en su escritura, es decir, tienen identidad ortográfica. Viene del griego homós, igual - graphé, escritura. Es un caso particular de homonimia.
En sentido estricto son homógrafas las palabras cuya coincidencia ortográfica va acompañada de pronunciación diferente. Así, en inglés, read (pronunciado [ɹiːd]), significa leer, mientras que el pasado de este verbo, leí, se escribe igual read pero se pronuncia diferente (read [ɹed]). Lo mismo sucede que con las palabras tear 'rotura, desgarrón' (pronunciado [tɛəɹ]) y tear 'lágrima' (pronunciado [tɪəɹ]).
En castellano, sin embargo, las palabras homógrafas son todas homófonas. Sin embargo, como se ha visto en los casos del inglés citados anteriormente este no es el caso en todas las lenguas.